# Павлидис, Аристотелис
Аристотелис Павлидис (греч. Αριστοτέλης Παυλίδης; 31 октября 1943, Кос, Южные Эгейские острова — 25 октября 2022) — греческий политик. Он был министром по делам Эгейского моря и островов с 2004 по 2007 год.
Павлидис родился на острове Кос в Греции. Изучал физику и математику в Афинском университете и бизнес-администрирование в Лондоне. Был членом центрального комитета Новой демократии.

## Карьера
Павлидис был членом парламента от островов Додеканес после каждых всеобщих выборов с 1977 года, за исключением 1996—2000 гг. Он был министром торгового мореплавания с июля по сентябрь 1989 года, заместителем министра финансов с апреля по июнь 1990 года и снова министром торгового мореплавания с июня 1990 года по декабрь 1992 года. В кабинете премьер-министра Костаса Караманлиса Павлидис стал министром по делам Эгейского моря и островов 10 марта 2004 года. Он не был включён в кабинет, приведённый к присяге 19 сентября 2007 года, после победы Новой демократии на парламентских выборах в сентябре 2007 года.
В 2007 году были выдвинуты обвинения в коррупции со стороны судовладельца по поводу выделения субсидируемого паромного маршрута; обвинения были опровергнуты Павлидисом. После расследования 11 мая 2009 года комитет греческого парламента проголосовал 146 голосами против 144 за предъявление ему обвинения во взяточничестве, что на пять голосов меньше 151, необходимого для снятия с него депутатской неприкосновенности.